# Хшчани
Хшчани (пол. Chrzczany) — село в Польщі, у гміні Сохачев Сохачевського повіту Мазовецького воєводства.
Населення — 125 осіб (2011).
У 1975-1998 роках село належало до Скерневицького воєводства.

## Демографія
Демографічна структура станом на 31 березня 2011 року:
|          | Загалом | Допрацездатний вік | Працездатний вік | Постпрацездатний вік |
| -------- | ------- | ------------------ | ---------------- | -------------------- |
| Чоловіки | 58      | 10                 | 39               | 9                    |
| Жінки    | 67      | 15                 | 38               | 14                   |
| Разом    | 125     | 25                 | 77               | 23                   |